# Chile na Zimowych Igrzyskach Olimpijskich 1976
Chile na Zimowych Igrzyskach Olimpijskich 1976 reprezentowało pięcioro  zawodników - tylko mężczyzn. Wszyscy wystartowali w narciarstwie alpejskim.
Był to siódmy start reprezentacji Chile na zimowych igrzyskach olimpijskich.
Mężczyźni
- José Luis Koifman
  - zjazd - 51. miejsce
  - gigant slalom - 43. miejsce
  - slalom - 33. miejsce

- Rafael Cañas
  - zjazd - 59. miejsce
  - gigant slalom - nie ukończył
  - slalom - nie ukończył

- Fernando Reutter
  - zjazd - 61. miejsce

- Roberto Koifman
  - gigant slalom - 41. miejsce
  - slalom - nie ukończył

- Federico García
  - gigant slalom - nie ukończył
  - slalom - nie ukończył